# قندول
القُنْدُولُ أو القنديل أو الجَرْبَان (باللاتينية: Calicotome) جنس نباتي يتبع الفصيلة البقولية ويحوي عدة أنواع موطنها الوطن العربي وحوض البحر الأبيض المتوسط.

## من أنواع القندول
- القندول الشعري (باللاتينية: Calicotome villosa) في بلاد الشام والمغرب العربي وشمال حوض البحر الأبيض المتوسط
- القندول الشوكي (باللاتينية: Calicotome spinosa) في المغرب العربي وغرب حوض المتوسط
- القندول الغازي (باللاتينية: Calicotome infesta) في المغرب العربي وغرب حوض المتوسط

والقندول الشعري نبات خشبي شوكي لا يتجاوز ارتفاعه متر واحد بمعظم الأحيان. يزهر في بداية فصل الربيع في شهر آذار بزهر أصفر صغير ذو رائحة عطرية.
يعتبر انتشار القندول مؤشرا سلبيا على تدهور الغطاء الشجري ولكن له ايجابيات في مقاومة الانجراف وتمكين الحيوانات البرية الحصول على مخبأ أمين لنفسها ولصغارها.